# Tetronarce
Tetronarce is een geslacht uit de familie van de sidderroggen (Torpedinidae). Van sidderroggen is bekend dat ze elektrische ontladingen (stroomschokken) kunnen afgeven met een spanning van 8 tot wel 220 volt. Deze stroomschokken gebruikt het dier zowel ter verdediging als bij de jacht, waarbij de prooi wordt verdoofd en daarna verslonden.

## Lijst van soorten
Het geslacht bestaat uit 13 soorten:
- Tetronarce californica  Ayres, 1855 – Pacifische sidderrog
- Tetronarce cowleyi  Ebert, Haas & de Carvalho, 2015
- Tetronarce fairchildi  Hutton, 1872 – Nieuw-Zeelandse sidderrog
- Tetronarce formosa  Haas & Ebert, 2006
- Tetronarce macneilli  Whitley, 1932 – Australische sidderrog
- Tetronarce microdiscus  Parin & Kotlyar, 1985 – Kleinschijfsidderrog
- Tetronarce nobiliana  Bonaparte, 1835 – Zwarte sidderrog
- Tetronarce occidentalis  Storer, 1843
- Tetronarce peruana  Chirichigno F., 1963 – Peruaanse sidderrog
- Tetronarce puelcha  Lahille, 1926 – Argentijnse sidderrog
- Tetronarce semipelagica  Parin & Kotlyar, 1985 – Semipelagische sidderrog
- Tetronarce tokionis  Tanaka, 1908 – Trapeziumsidderrog
- Tetronarce tremens  de Buen, 1959 – Chileense sidderrog